# 2022-es magyar úszóbajnokság
A 2022-es magyar úszóbajnokságot, amely a 124. magyar bajnokság, teljes nevén CXXIV. Úszó Országos Bajnokság, 2022. április 20 és 23. között tartották meg Debrecenben. A verseny helyszíne a Debreceni Sportuszoda volt. A selejtezők délelőtt 9 órától, a döntőket 17 órától rendezték

## Eredmények

### Férfiak
| Versenyszám                               | Arany                                                                 | Arany    | Ezüst                                                               | Ezüst    | Bronz                                                                   | Bronz    |
| ----------------------------------------- | --------------------------------------------------------------------- | -------- | ------------------------------------------------------------------- | -------- | ----------------------------------------------------------------------- | -------- |
| 50 m gyorsúszás Döntő: április 21.        | Szabó Szebasztián Győri US                                            | 21,99    | Milák Kristóf Bp. Honvéd                                            | 22,19    | Németh Nándor BVSC-Zugló                                                | 22,20    |
| 100 m gyorsúszás Döntő: április 20.       | Milák Kristóf Bp. Honvéd                                              | 48,71    | Németh Nándor BVSC-Zugló                                            | 48,87    | Szabó Szebasztián Győri US                                              | 49,07    |
| 200 m gyorsúszás Döntő: április 22.       | Németh Nándor BVSC-Zugló                                              | 1:47,51  | Milák Kristóf Bp. Honvéd                                            | 1:47,78  | Márton Richárd Bp. Honvéd                                               | 1:48,64  |
| 400 m gyorsúszás Döntő: április 20.       | Rasovszky Kristóf Balaton ÚK                                          | 3:49,01  | Betlehem Dávid Balaton ÚK                                           | 3:52,46  | Mészáros Dániel Ferencvárosi TC                                         | 3:53,64  |
| 800 m gyorsúszás Döntő: április 23.       | Rasovszky Kristóf Balaton ÚK                                          | 7:52,77  | Betlehem Dávid Balaton ÚK                                           | 8:01,10  | Gálicz László Ferencvárosi TC                                           | 8:02,48  |
| 1500 m gyorsúszás Döntő: április 21.      | Rasovszky Kristóf Balaton ÚK                                          | 14:59,17 | Betlehem Dávid Balaton ÚK                                           | 15:13,85 | Gálicz László Ferencvárosi TC                                           | 15:15,38 |
| 50 m hátúszás Döntő: április 20.          | Bohus Richárd BVSC-Zugló                                              | 25,52    | Kovács Benedek BVSC-Zugló                                           | 25,55    | Jászó Ádám Pécsi SN                                                     | 25,58    |
| 100 m hátúszás Döntő: április 21.         | Kovács Benedek BVSC-Zugló                                             | 54,18    | Jászó Ádám Pécsi SN                                                 | 54,83    | Telegdy Ádám Kőbánya SC                                                 | 54,84    |
| 200 m hátúszás Döntő: április 23.         | Kós Hubert Újpesti TE                                                 | 1:57,64  | Kovács Benedek BVSC-Zugló                                           | 1:57,70  | Telegdy Ádám Kőbánya SC                                                 | 1:58,61  |
| 50 m mellúszás Döntő: április 23.         | Gál Olivér HÓD Úszó SE                                                | 28,17    | Takács Tamás BVSC-Zugló                                             | 28,77    | Horváth Dávid Kőbánya SC                                                | 28,94    |
| 100 m mellúszás Döntő: április 20.        | Horváth Dávid Kőbánya SC                                              | 1:02,35  | Takács Tamás BVSC-Zugló                                             | 1:02,39  | Sós Dániel Vasas SC                                                     | 1:03,30  |
| 200 m mellúszás Döntő: április 22.        | Horváth Dávid Kőbánya SC Zombori Gábor Újpesti TE                     | 2:13,58  |                                                                     |          | Kutasi Máté Ferencvárosi TC                                             | 2:15,55  |
| 50 m pillangóúszás Döntő: április 22.     | Szabó Szebasztián Győri US                                            | 23,08    | Milák Kristóf Bp. Honvéd                                            | 23,56    | Nell Olivér Stamina                                                     | 23,87    |
| 100 m pillangóúszás Döntő: április 23.    | Milák Kristóf Bp. Honvéd                                              | 51,03    | Kós Hubert Újpesti TE                                               | 51,88    | Szabó Szebasztián Győri US                                              | 52,06    |
| 200 m pillangóúszás Döntő: április 21.    | Milák Kristóf Bp. Honvéd                                              | 1:53,88  | Kenderesi Tamás Pécsi SN                                            | 1:55,01  | Márton Richárd Bp. Honvéd                                               | 1:59,56  |
| 200 m vegyes úszás Döntő: április 20.     | Kós Hubert Újpesti TE                                                 | 1:57,64  | Török Dominik BVSC-Zugló                                            | 1:59,02  | Holló Balázs Egri UK                                                    | 1:59,11  |
| 400 m vegyes úszás Döntő: április 22.     | Holló Balázs Egri UK                                                  | 4:13,15  | Kós Hubert Újpesti TE                                               | 4:13,50  | Török Dominik BVSC-Zugló                                                | 4:17,42  |
| 4 × 100 m gyorsváltó Döntő: április 22.   | BVSC-Zugló Bohus Richárd Mészáros Dániel Sződi Zsolt Németh Nándor    | 3:18,85  | Győri US Giczi Mátyás Andor Benedek Pózvai Olivér Szabó Szebasztián | 3:23,75  | Vasas SC Sós Dániel Babik Barna Nyilas Kornél Bujdosó Zsombor           | 3:27,61  |
| 4 × 200 m gyorsváltó Döntő: április 23.   | BVSC-Zugló Török Dominik Mészáros Dániel Kovács Benedek Németh Nándor | 7:21,42  | Egri UK Holló Balázs Kovács Attila Kormos Kristóf                   | 7:28,92  | Újpesti TE Kós Hubert Zombori Gábor Kovacsics Márk Hambardzumyan Arshak | 7:31,83  |
| 4 × 100 m vegyes váltó Döntő: április 21. | BVSC-Zugló Bohus Richárd Takács Tamás Kovács Benedek Németh Nándor    | 3:40,92  | Kőbánya SC Telegdy Ádám Horváth Dávid Tekauer Márk Tompos Zoltán    | 3:42,72  | Győri US Albert Soma Herman Szabó Péter Szabó Szebasztián Giczi Mátyás  | 3:46,40  |

### Nők
| Versenyszám                               | Arany                                                                              | Arany    | Ezüst                                                                 | Ezüst    | Bronz                                                             | Bronz    |
| ----------------------------------------- | ---------------------------------------------------------------------------------- | -------- | --------------------------------------------------------------------- | -------- | ----------------------------------------------------------------- | -------- |
| 50 m gyorsúszás Döntő: április 21.        | Senánszky Petra DSC-DSI                                                            | 25,24    | Gyurinovics Fanni Vasas SC                                            | 25,55    | Sztankovics Anna Nyíregyházi SC                                   | 25,66    |
| 100 m gyorsúszás Döntő: április 20.       | Pádár Nikolett Szegedi UE                                                          | 54,85    | Gyurinovics Fanni Vasas SC                                            | 55,12    | Molnár Dóra Budafóka                                              | 55,47    |
| 200 m gyorsúszás Döntő: április 22.       | Pádár Nikolett Szegedi UE                                                          | 1:57,91  | Késely Ajna BVSC-Zugló                                                | 1:58,78  | Ábrahám Lili Újpesti TE                                           | 1:59,92  |
| 400 m gyorsúszás Döntő: április 20.       | Késely Ajna BVSC-Zugló                                                             | 4:07,74  | Fábián Bettina Ferencvárosi TC                                        | 4:07,81  | Pádár Nikolett Szegedi UE                                         | 4:13,92  |
| 800 m gyorsúszás Döntő: április 23.       | Késely Ajna BVSC-Zugló                                                             | 8:35,74  | Fábián Bettina Ferencvárosi TC                                        | 8:40,14  | Rohács Réka Kőbánya SC                                            | 8:47,27  |
| 1500 m gyorsúszás Döntő: április 21.      | Késely Ajna BVSC-Zugló                                                             | 16:22,89 | Fábián Bettina Ferencvárosi TC                                        | 16:34,82 | Rohács Réka Kőbánya SC                                            | 16:42,72 |
| 50 m hátúszás Döntő: április 20.          | Komoróczy Lora Iron Swim                                                           | 28,40    | Ugrai Panna HÓD USE                                                   | 28,95    | Szabó-Feltóthy Eszter Vasas SC                                    | 29,28    |
| 100 m hátúszás Döntő: április 21.         | Molnár Dóra Budafóka                                                               | 1:00,83  | Burián Katalin Ferencvárosi TC                                        | 1:01,55  | Szabó-Feltóthy Eszter Vasas SC                                    | 1:01,60  |
| 200 m hátúszás Döntő: április 23.         | Burián Katalin Ferencvárosi TC                                                     | 2:09,33  | Molnár Dóra Budafóka                                                  | 2:09,34  | Szabó-Feltóthy Eszter Vasas SC                                    | 2:10,29  |
| 50 m mellúszás Döntő: április 23.         | Sebestyén Dalma Győri US                                                           | 31,51    | Kalmár Alíz Szombathelyi SK                                           | 31,91    | Sztankovics Anna Nyíregyházi SC                                   | 31,94    |
| 100 m mellúszás Döntő: április 20.        | Kalmár Alíz Szombathelyi SK                                                        | 1:09,31  | Sebestyén Dalma Győri US                                              | 1:09,80  | Békési Eszter Egri UK                                             | 1:10,00  |
| 200 m mellúszás Döntő: április 22.        | Békési Eszter Egri UK                                                              | 2:28,07  | Kalmár Alíz Szombathelyi SK                                           | 2:30,38  | Barna Bianka Nyíregyházi SC                                       | 2:32,61  |
| 50 m pillangóúszás Döntő: április 22.     | Varga Dominika Iron Swim                                                           | 27,07    | Komoróczy Lora Iron Swim                                              | 27,19    | Ollé Mónika Stamina                                               | 27,35    |
| 100 m pillangóúszás Döntő: április 23.    | Ugrai Panna HÓD Úszó SE                                                            | 59,55    | Hosszú Katinka Iron Swim                                              | 59,63    | Jakabos Zsuzsanna Győri US                                        | 59,68    |
| 200 m pillangóúszás Döntő: április 21.    | Hosszú Katinka Iron Swim                                                           | 2:09,38  | Berecz Blanka Kőbánya SC                                              | 2:10,54  | Jakabos Zsuzsanna Győri US                                        | 2:10,81  |
| 200 m vegyes úszás Döntő: április 20.     | Sebestyén Dalma Győri US                                                           | 2:12,20  | Hosszú Katinka Iron Swim                                              | 2:12,21  | György Réka Vasas SC                                              | 2:14,23  |
| 400 m vegyes úszás Döntő: április 22.     | Hosszú Katinka Iron Swim                                                           | 4:38,89  | Sebestyén Dalma Győri US                                              | 4:48,05  | Jackl Vivien Tatabányai Vízmű SE                                  | 4:50,47  |
| 4 × 100 m gyorsváltó Döntő: április 22.   | Vasas SC Gyurinovics Fanni Gyurinovics Lili Zbiskó Evelin György Réka              | 3:45,75  | Győri US Pózvai Kiara Safrankó Sára Jakabos Zsuzsanna Sebestyén Dalma | 3:46,53  | Újpesti TE Ábrahám Lili Kapás Boglárka Veres Laura Tankó Beatrix  | 3:46,86  |
| 4 × 200 m gyorsváltó Döntő: április 23.   | Vasas SC Gyurinovics Fanni Gyurinovics Lili Szimcsák Mira Szabó-Feltóthy Eszter    | 8:13,53  | Újpesti TE Ábrahám Lili Veres Laura Seres Anna Kapás Boglárka         | 8:14,75  | Szegedi UE Pádár Nikolett Fábián Fanni Vas Luca Olasz Anna        | 8:15,20  |
| 4 × 100 m vegyes váltó Döntő: április 21. | Vasas SC Szabó-Feltóthy Eszter Olajos Dorottya Galamb Szimonetta Gyurinovics Fanni | 4:10,20  | Győri US Pózvai Kiara Sebestyén Dalma Jakabos Zsuzsanna Safrankó Sára | 4:11,08  | BVSC-Zugló Elekes Tamara Huszár Ingrid Nahalka Regina Késely Ajna | 4:16,04  |

### Vegyes
| Versenyszám                               | Arany                                                          | Arany   | Ezüst                                                                     | Ezüst   | Bronz                                                                    | Bronz   |
| ----------------------------------------- | -------------------------------------------------------------- | ------- | ------------------------------------------------------------------------- | ------- | ------------------------------------------------------------------------ | ------- |
| 4 × 100 m gyorsváltó Döntő: április 20.   | BVSC-Zugló Németh Nándor Bohus Richárd Kontér Lora Késely Ajna | 3:34,11 | Győri US Giczi Mátyás Szabó Szebasztián Pózvai Viktória Jakabos Zsuzsanna | 3:35,48 | Újpesti TE Kós Hubert Zombori Gábor Veres Laura Ábrahám Lili             | 3:35,57 |
| 4 × 100 m vegyes váltó Döntő: április 20. | Újpesti TE Kós Hubert Zombori Gábor Kapás Boglárka Veres Laura | 3:54,90 | BVSC-Zugló Kovács Benedek Huszár Ingrid Nahalka Regina Németh Nándor      | 3:55,98 | Győri US Albert Soma Sebestyén Dalma Szabó Szebasztián Jakabos Zsuzsanna | 3:56,88 |